# Stephen Toulmin
Stephen Edelston Toulmin (* 25. März 1922 in London; † 4. Dezember 2009 in Los Angeles) war ein amerikanischer Philosoph britischer Herkunft und einer der meistrezipierten Argumentationstheoretiker. Sein 1958 publiziertes Werk The Uses of Argument trug maßgeblich zur Abkehr vom Logizismus in der Disziplin bei.

## Leben
Toulmin war im Laufe seiner akademischen Karriere Professor an diversen Universitäten, unter anderem der University of Southern California, Northwestern University und Stanford University. Der Philosoph war Mitglied des Committee for the Scientific Investigation of Claims of the Paranormal.
1989 wurde Toulmin in die American Academy of Arts and Sciences gewählt. 2006 wurde ihm vom österreichischen Bundespräsidenten Heinz Fischer das Österreichische Ehrenzeichen für Wissenschaft und Kunst überreicht.

## Werk
In seiner Promotionsschrift bemühte Toulmin sich um einen praktisch-rationalen Ansatz, dem zufolge ethisches Verhalten sich durch die „guten Gründe“ rechtfertigt, die für es vorgebracht werden können, nicht dagegen durch allgemeine Prinzipien und besonders nicht durch ethische Gefühle. Damit wandte er sich gegen den damals im angelsächsischen Raum dominierenden ethischen Emotivismus. In seinen späteren Studien stieß er auf die Tradition des kasuistischen Denkens, in dem es nicht um eine Prinzipientheorie der Moral geht, sondern um die Abwägung der Entscheidungsgründe in ethischen Einzelfällen auf der Basis von Präzedenzfällen und generellen argumentativen Prinzipien.
Sein Buch The Uses of Argument von 1958 gilt als wegweisendes Standardwerk der Argumentationsanalyse. In der Arbeit entwickelt der Philosoph ein aus sechs Komponenten bestehendes und nach ihm benanntes Schema (Toulmin-Schema), das als einflussreichster Beitrag auf dem Gebiet gilt und wendet sich gegen das bis dato dominierende universalistische Modell. Der Ansatz wurde von ihm fortlaufend weiterentwickelt und fachlich breit rezipiert.
Wissenschaftstheoretisch wandte Toulmin sich mit einer evolutionaristischen Konzeption konzeptioneller Veränderungen gegen den Ansatz von Thomas S. Kuhn, dessen revolutionsorientiertes Modell er in Human Understanding (1972) scharf kritisierte.

## Werke
- An Examination of the Place of Reason in Ethics. 1953.
- The Philosophy of Science: An Introduction. Hutchinson’s University Library, 1953; Textarchiv – Internet Archive.
- The Uses of Argument. Cambridge Univ. Press, 1958; updated edition 2003, ISBN 978-0-521-53483-3.
  - Deutsche Ausgabe: Der Gebrauch von Argumenten. Beltz Athenäum, Weinheim 1996, ISBN 3-89547-096-1.
- Metaphysical Beliefs, Three Essays. 1957 (mit Ronald W. Hepburn und Alasdair MacIntyre)
- The Riviera. 1961.
- Foresight and Understanding: An Enquiry into the Aims of Science. 1961
  - Deutsche Ausgabe: Voraussicht und Verstehen. Ein Versuch über die Ziele der Wissenschaft. Suhrkamp, Frankfurt am Main 1968
- The Architecture of Matter. 1962 (mit June Goodfield)
- The Fabric of the Heavens: the Development of Astronomy and Dynamics. 1963 (mit June Goodfield)
- Night Sky at Rhodes. 1963.
- The Discovery of Time. 1965 (mit June Goodfield)
  - Deutsche Ausgabe: Entdeckung der Zeit, Fischer-Taschenbuch-Verlag, Frankfurt am Main 1985
- Physical Reality. 1970.
- Human Understanding: The Collective Use and Evolution of Concepts. 1972, ISBN 0-691-01996-7.
  - Deutsche Ausgabe: Kritik der kollektiven Vernunft. Suhrkamp, Frankfurt am Main 1983
- Wittgenstein’s Vienna. 1973 (mit Allan Janik)
- Knowing and Acting: An Invitation to Philosophy. 1976.
- An Introduction to Reasoning. 1979 (mit Allan Janik und Richard D. Rieke)
- The Return to Cosmology: Postmodern Science and the Theology of Nature. 1985.
- The Abuse of Casuistry: A History of Moral Reasoning. 1988 (mit Albert R. Jonsen)
- Cosmopolis: The Hidden Agenda of Modernity. 1990.
- Social Impact of AIDS in the United States. 1993 (mit Albert R. Jonsen)
- Return to Reason. 2001.